# Виран Морос
Виран Морос (шп. Viran Morros; Барселона, 15. децембар 1983) шпански је рукометаш и репрезентативац који тренутно игра за француског прволигаша Париз Сен Жермен на позицији левог бека.
Од 2000. до 2003. је играо за Барселону, након чега је годину дана играо за Теукро, а 2004. је прешао у Адемар Леон у којем је остао до 2007. Од 2007. до 2011. је играо за Сијудад Реал, да би се 2011. године вратио у Барселону. На лето 2018. прешао је у Париз Сен Жермен.
Са репрезентацијом је освојио златну медаљу на Светском првенству 2013. у Шпанији и Европском првенству 2018. у Хрватској, сребро на Европском првенству 2016. у Пољској те бронзу на Светском првенству 2011. у Шведској и Европском првенству 2014. у Данској. На Европском првенству 2012. у Србији проглашен је за најбољег одбрамбеног играча на турниру.

## Клупски профеји

### Сијудад Реал
- ЕХФ Лига шампиона: 2008, 2009.
- Првенство Шпаније: 2008, 2009, 2010.
- Куп Шпаније: 2008.
- Суперкуп Шпаније: 2008.
- Светско првенство за клубове: 2010.

### Барселона
- ЕХФ Лига шампиона: 2015.
- Првенство Шпаније: 2012, 2013, 2014, 2015, 2016, 2017, 2018.
- Куп Шпаније: 2014, 2015, 2016, 2017, 2018.
- Суперкуп Шпаније: 2011, 2013, 2014, 2015, 2016, 2017, 2018.
- Светско првенство за клубове: 2013, 2014, 2018.

### Париз Сен Жермен
- Првенство Француске: 2019.
- Лига куп Француске: 2019.